# 弗蘭克·迪克西
弗朗西斯·伯納德·迪克西爵士  KCVO PRA（英語：Sir Francis Bernard Dicksee，1853年11月27日—1928年10月17日）是一名英格蘭畫家，以其歷史畫和肖像畫出名，曾任皇家藝術研究院院長。

## 生平

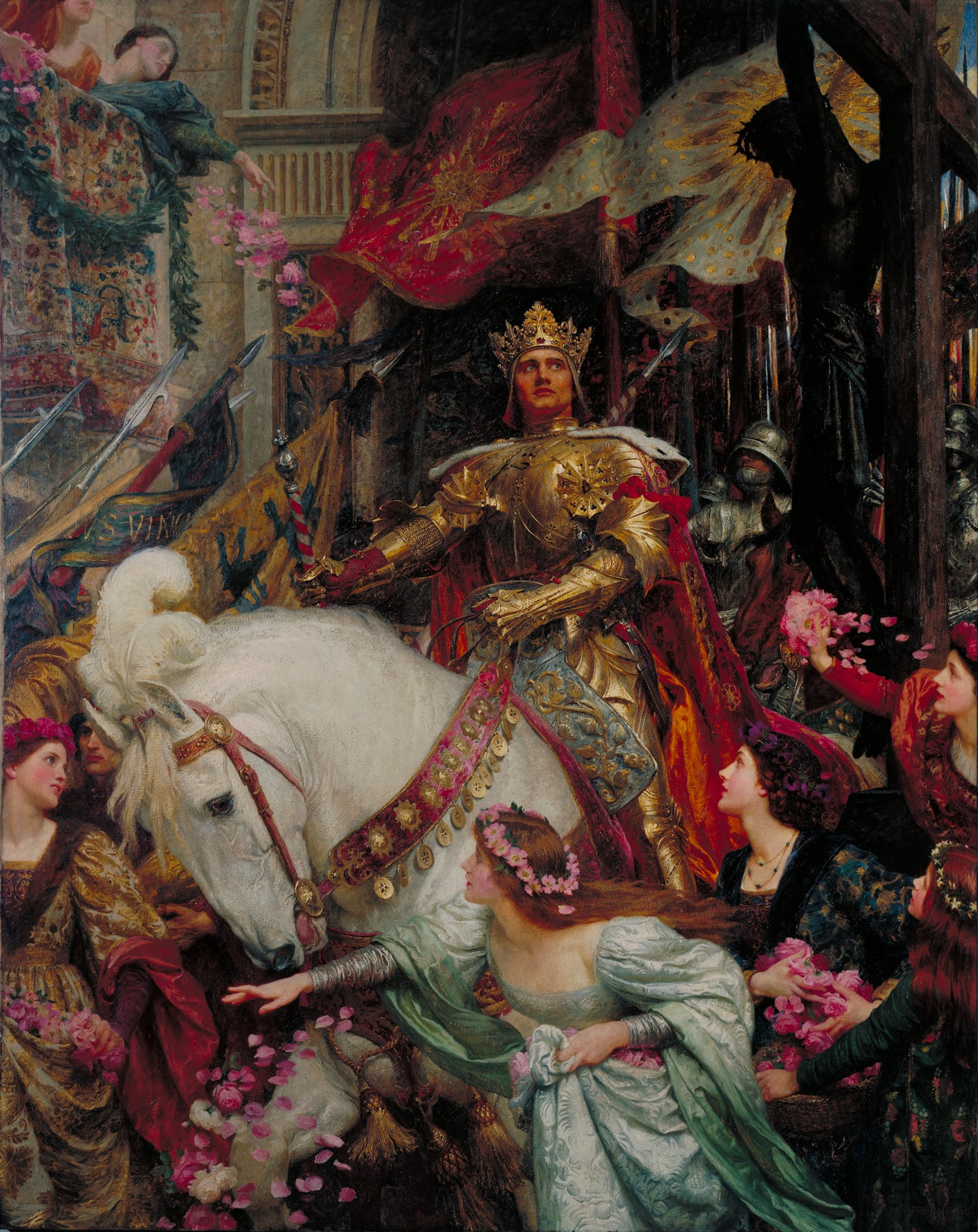
《The Two Crowns》，1900

其父湯瑪斯·迪克西就是一名畫家，他繼承家學，1870年進入皇家藝術研究院學習，1891年成為皇家藝術研究院院士，1924年擔任院長。

## 外部連接
- "Sir Frank Dicksee, British, 1853 – 1928" ArtMagick image gallery
- "Ophelia" Collections Database, Five Colleges and Historic Deerfield Museum Consortium （页面存档备份，存于）